# South China Athletic Association 2011-2012
Questa pagina raccoglie i dati riguardanti il South China Football Club nelle competizioni ufficiali della stagione 2011-2012.

## Organigramma societario[1]
Area direttiva
- Presidente: Steven Lo

Area tecnica
- Allenatore: Ján Kocian
- Viceallenatore: Wai Lun Au
- Allenatore dei portieri: Kwok Chuen Ho
- Medico sociale: Darius Sandler
- Preparatore atletico: Marius Portanicius
- Fisioterapista: Clark Werdinicius

## Rosa[1]
| N. |                      | Ruolo | Calciatore               |
| -- | -------------------- | ----- | ------------------------ |
| 17 | Hong Kong (bandiera) | P     | Kwok Chuen Ho            |
| 23 | Hong Kong (bandiera) | P     | Chunhui Zhang            |
| 15 | Hong Kong (bandiera) | D     | Wai Ho Chan              |
| 22 | Canada (bandiera)    | D     | Gerard Ambassa Guy       |
| 2  | Brasile (bandiera)   | D     | Leandro Carrijo da Silva |
| 8  | Hong Kong (bandiera) | D     | Wai Lun Lee              |
| 3  | Hong Kong (bandiera) | D     | Yiu Cheuk Poon           |
| 6  | Hong Kong (bandiera) | D     | Chin Hung Wong           |
| 5  | Hong Kong (bandiera) | C     | He Bai                   |
| 27 | Brasile (bandiera)   | C     | Fernando Lopes           |

| N. |                             | Ruolo | Calciatore         |
| -- | --------------------------- | ----- | ------------------ |
| 18 | Hong Kong (bandiera)        | C     | Kin Pong Kwok      |
| 16 | Hong Kong (bandiera)        | C     | Chun Pong Leung    |
| 19 | Hong Kong (bandiera)        | C     | Hinson Leung       |
| 11 | Hong Kong (bandiera)        | C     | Haiqiang Li        |
| 10 | Hong Kong (bandiera)        | A     | Yiu Chung Au Yeung |
| 7  | Hong Kong (bandiera)        | A     | Siu Ki Chan        |
| 89 | Antille Olandesi (bandiera) | A     | Dyron Daal         |
| 9  | Hong Kong (bandiera)        | A     | Wai Lim Lee        |
| 28 | Brasile (bandiera)          | A     | Tales Schütz       |
| 99 | Brasile (bandiera)          | A     | Giovane            |